# Nokia N900
Nokia N900 je smartphone vyrobený firmou Nokia. Její výchozí operační systém je Maemo 5, který je postavený na bázi Linuxu. Je to první zařízení firmy Nokia založené na procesoru Texas Instruments OMAP3 s jádrem ARM Cortex-A8. Nokia N900 nabízí e-mail, webový prohlížeč, 5 MPix fotoaparát, který může být použit i pro nahrávání videa, textový editor, FM vysílač, možnost používat aplikace z linuxu (OpenOffice, MPlayer...), Wi-Fi, Bluetooth, a výsuvnou klávesnici.